# Луїс Гальван
Луїс Гальван (ісп. Luis Galván, 24 лютого 1948, Фернандес — 5 травня 2025, Кордова) — аргентинський футболіст, що грав на позиції захисника.
Виступав, зокрема, за клуб «Тальєрес», а також національну збірну Аргентини. У складі збірної — чемпіон світу, визнаний найвидатнішим захисником в історії «Тальереса».

## Клубна кар'єра
Луїс Адольфо Гальван народився в сім'ї фермера. З ранніх років у нього було дві пристрасті — футбол і навчання. Гальван почав професійну кар'єру в клубі «Тальєрес» з Кордови у 1970 році. У цьому клубі пройшла більша частина кар'єри Гальвана. У 1974 році Луїс одружився з Марією Крістіною Бустаманте.

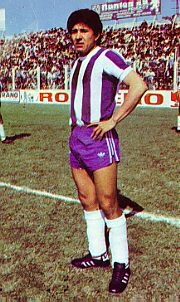
Луїс Гальван у 1970-х роках

Враховуючи можливості «Тальереса», Гальван так і не зумів стати чемпіоном Аргентини, але з його іменем пов'язані одні з найкращих досягнень в історії команди. 1977 року «Тальерес» зайняв друге місце в чемпіонаті Насьйональ, а в 1976 і 1978 роках команда залишалася лише в кроці від п'єдесталу. Крім того, 1980 року Гальван допоміг своїй команді виграти бронзові медалі турніру Метрополітано.
1982 року Луїс пішов з «Тальереса» в команду «Лома Негра», якому допоміг кваліфікуватися у вищу лігу, турнір Насьйональ 1983 року. Після цього протягом сезону виступав за головних супротивників «Тальереса», клуб «Бельграно» з Кордови.
У 1986 році Гальван виступав за найтитулованіший клуб Болівії, «Болівар». На той момент Болівар був чемпіоном країни, однак в 1986 році команді свій титул захистити не вдалося. Гальван повернувся в рідний «Тальерес», де провів свій останній сезон у професійному футболі.
1988 року Гальван виступав за аматорську команду рідного міста, «Спортіво Фернандес», а в 1989 року — за інший аматорський клуб, «Тальерес» (Хесус-Марія), після чого остаточно завершив виступи у футболі у віці 41 року.

## Виступи за збірну
1975 року дебютував в офіційних матчах у складі національної збірної Аргентини. Через три роки він вже був гравцем основи на переможному для Аргентини домашньому чемпіонаті світу 1978 року, в тому числі він зіграв у фінальному матчі проти збірної Нідерландів (3:1).
Після невдалого для Аргентини чемпіонату світу 1982 року в Іспанії Гальван завершив виступи за «Альбіселесте».  Там, як і 4 роки тому, він був основним гравцем команди і зіграв у всіх матчах, однак Аргентина була усунена у другому турі, програвши в матчах з Італією (1:2) та з Бразилією (1:3). Протягом кар'єри у національній команді, яка тривала 8 років, провів у формі головної команди країни 34 матчі.

## Титули і досягнення
- Бронзовий призер Панамериканських ігор: 1975
- Чемпіон світу: Аргентина: 1978